# Wereldkampioenschappen badminton junioren 2013
De 15e editie van de Wereldkampioenschappen badminton junioren werden in 2013 georganiseerd door de Thaise stad Bangkok.

## Individuele wedstrijd

### Medaillewinnaars
| Onderdeel      | 1e plaats                    | 2e plaats                               | 3e plaats                          |
| -------------- | ---------------------------- | --------------------------------------- | ---------------------------------- |
| Jongens enkel  | Heo Kwang-hee                | Wang Tzu-wei                            | Ihsan Maulana Mustofa              |
| Jongens enkel  | Heo Kwang-hee                | Wang Tzu-wei                            | Zhao Junpeng                       |
| Meisjes enkel  | Akane Yamaguchi              | Aya Ohori                               | He Bingjiao                        |
| Meisjes enkel  | Akane Yamaguchi              | Aya Ohori                               | Busanan Ongbumrungpan              |
| Jongens dubbel | Li Junhui Liu Yuchen         | Huang Kaixiang Zheng Siwei              | Tien Tzu-chieh Wang Chi-lin        |
| Jongens dubbel | Li Junhui Liu Yuchen         | Huang Kaixiang Zheng Siwei              | Choi Jong-woo Seo Seung-jae        |
| Meisjes dubbel | Chae Yoo-jung Kim Ji-won     | Chen Qingchen He Jiaxin                 | Huang Dongping Jia Yifan           |
| Meisjes dubbel | Chae Yoo-jung Kim Ji-won     | Chen Qingchen He Jiaxin                 | Lam Narissapat Puttita Supajirakul |
| Gemengd dubbel | Huang Kaixiang Chen Qingchen | Kevin Sanjaya Sukamuljo Masita Mahmudin | Choi Sol-kyu Chae Yoo-jung         |
| Gemengd dubbel | Huang Kaixiang Chen Qingchen | Kevin Sanjaya Sukamuljo Masita Mahmudin | Liu Yuchen Huang Dongping          |

## Team wedstrijd
| Einduitslag: |                |     |            |     |             |     |                  |
| Nr.          | Land           | Nr. | Land       | Nr. | Land        | Nr. | Land             |
| Goud         | Zuid-Korea     | 9.  | Hong Kong  | 17. | Bulgarije   | 25. | Spanje           |
| Zilver       | Indonesië      | 10. | Singapore  | 18. | Canada      | 26. | Armenië          |
| Brons        | China          | 11. | Denemarken | 19. | Australië   | 27. | Verenigde Staten |
| 4.           | Japan          | 12. | Frankrijk  | 20. | Turkije     | 28. | Botswana         |
| 5.           | Maleisië       | 13. | Rusland    | 21. | Sri Lanka   | 29. | Filipijnen       |
| 6.           | Thailand       | 14. | India      | 22. | Finland     | 30. | Oezbekistan      |
| 7.           | Chinees Taipei | 15. | Duitsland  | 23. | Tsjechië    |     |                  |
| 8.           | Vietnam        | 16. | Schotland  | 24. | Zuid-Afrika |     |                  |

## Medailleklassement
|   | Land           | Goud | Zilver | Brons | Totaal |
| - | -------------- | ---- | ------ | ----- | ------ |
| 1 | Zuid-Korea     | 3    | 0      | 2     | 5      |
| 2 | China          | 2    | 2      | 5     | 9      |
| 3 | Japan          | 1    | 1      | 0     | 2      |
| 4 | Indonesië      | 0    | 2      | 1     | 3      |
| 5 | Chinees Taipei | 0    | 1      | 1     | 2      |
| 6 | Thailand       | 0    | 0      | 2     | 2      |

Jakarta 1992 · 
Kuala Lumpur 1994 · 
Silkeborg 1996 · 
Melbourne 1998 · 
Guangzhou 2000 · 
Pretoria 2002 · 
Vancouver 2004 · 
Incheon 2006 · 
Auckland 2007 · 
Poona 2008 · 
Alor Setar 2009 · 
Guadalajara 2010 · 
Taipei 2011 · 
Chiba 2012 ·
Bangkok 2013 ·
Alor Setar 2014 ·
Lima 2015